# Santo Aleixo da Restauração
Santo Aleixo da Restauração is een plaats (freguesia) in de Portugese gemeente Moura en telt 842 inwoners (2001).